# FC Lokomotiv Jõhvi
Maillots
Le FC Lokomotiv Jõhvi est un club estonien de football basé à Jõhvi.

## Historique

### Histoire
L'équipe évolue une seule fois dans le championnat d'Estonie de première division, lors de la saison 2014.

### Repères historiques
- 1998 : fondation du club sous le nom de JK Orbiit Jõhvi
- 2012 : le club est renommé FC Lokomotiv Jõhvi
- 2014 : 1re participation en Meistriliiga

## Palmarès
- Championnat d'Estonie de D2
  - Vice-champion : 2013